# MOS (sistema operativo)
MOS, siglas con las que fue conocido el Sistema Operativo Móvil, (en ruso: Моби́льная Операцио́нная Систе́ма, МОС). Fue un clon soviético del Unix de los años 80’s. Este sistema Operativo era común en las microcomputadoras SM EVM , pero también fue portado a los equipos ES EVM y Elbrus. MOS también fue usado en clones de gama alta del PDP-11.
Ha habido varias modificaciones del MOS, cuyos nombres son: MNOS, DEMOS, INMOS.